# Jowzam
Jowzam (farsi جوزم) è una città dello shahrestān di Shahr-e-Babak, circoscrizione di Dehaj, nella provincia di Kerman. Aveva, nel 2006, una popolazione di 7.949 abitanti. 